# Арсенал (Саранді)
«Арсенал» (ісп. Arsenal Fútbol Club, або ісп. Arsenal de Sarandí) — аргентинський футбольний клуб з міста Саранді.
Серед його головних досягнень — чемпіонство Аргентини (Клаусура 2012), Суперкубок Аргентини 2012 року та Кубок Аргентини 2013 року. На міжнародному рівні клуб здобув Південноамериканський кубок 2007 року та Кубок банку Суруга 2008 року .

## Історія
Клуб був заснований 11 січня 1957 року. При утворенні команди були використані символи, принаймні, чотирьох великих клубів світового футболу. Два з них — це титани аргентинського футболу з Авельянеди — «Індепендьєнте» і «Расінг». Їх клубні кольори — червоний і небесно-блакитний відповідно — стали використовуватися як основні кольори нового клубу з Саранді. Червона діагональна смуга на футболках була взята у найтитулованішого і найбагатшого клубу зі столиці Аргентини — у «Рівер Плейта». Нарешті, сама назва клубу сходить до одного з провідних клубів Англії — лондонського «Арсеналу».
Засновниками «Арсеналу» стали двоє братів — Ектор і Хуліо Умберто Грондона. Останній через деякий час став спочатку президентом «Індепендьєнте», а потім, у 1979 році, і всієї Асоціації футболу Аргентини. Він переобирався дев'ять разів і помер на своєму посту в 2014 році. Також Грондона довгий час був віце-президентом ФІФА. Після Хуліо Умберто Грондоны пост президента «Арсеналу» займав його брат Ектор Грондона, а потім син Ектора — Хуліо Рікардо Грондона.

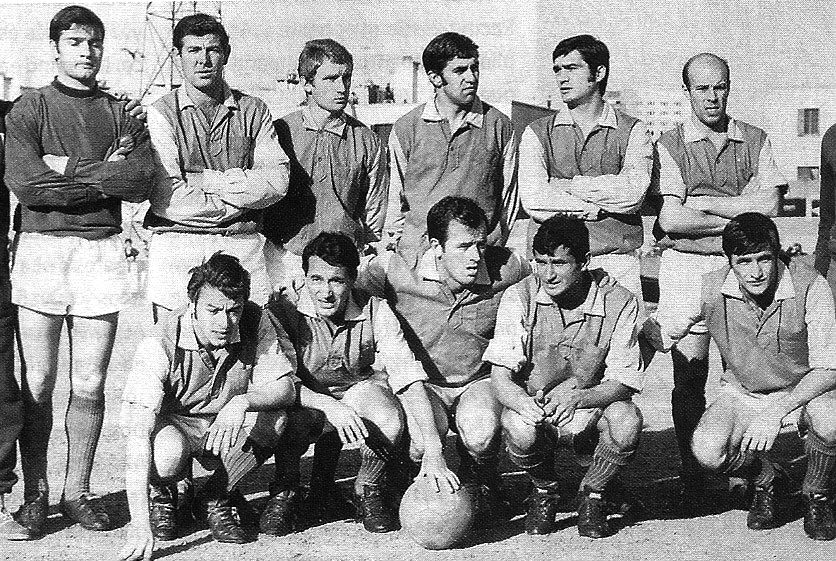
Склад «Арсеналу» у 1968 році.

Вихованцем «Арсеналу» є Хорхе Бурручага, чемпіон світу у складі збірної Аргентини; в 2002—2005 і 2009—2010 роках Бурручага очолював команду як головний тренер.
В аргентинську Прімеру клуб зумів вийти тільки на початку XXI століття — у 2002 році. У 2004 році «Арсенал» взяв участь у другому за значущістю клубному турнірі Південної Америки — Південноамериканському кубку, де дійшов до чвертьфіналу і поступився майбутньому фіналісту — болівійському «Болівару».
У грудні 2007 року «Арсенал» виграв Південноамериканський кубок, обігравши у фіналі за сумою двох матчів мексиканську «Америку».
У Клаусуре 2007 року «Арсенал» посів п'яте місце, що дозволило в загальній таблиці чемпіонату Аргентини зайняти місце в зоні Кубка Лібертадорес. Дебют команди в найпрестижнішому клубному турнірі відбувся в 2008 році.
У 2012 році «Арсенал» вперше в своїй історії став чемпіоном Аргентини, вигравши Клаусуру. У сезоні 2012/13 команда стала володарем Кубка Аргентини.
Після смерті Хуліо Умберто Грондони результати команди з Саранді різко знизилися. «Арсенал» протягом декількох чемпіонатів поспіль фінішував у нижній частині турнірної таблиці. В результаті, після закінчення сезону 2017/18 «Арсенал» посів передостаннє (27-е) місце в таблиці вильоту, де враховуються результати чотирьох чемпіонатів, і вилетів до другого дивізіону, провівши в еліті чемпіонату Аргентини 17 сезонів поспіль. Через великі борги по зарплаті гравці «Арсеналу» заявляли про готовність бойкотувати останні матчі своєї команди в чемпіонаті.
28 квітня 2019 року «Арсенал» в матчі плей-оф за право виходу до Прімери обіграла « Сарм'єнто» з рахунком 1:0. і таким чином, команда з Саранді з першої ж спроби повернулася до найвищого дивізіону чемпіонату Аргентини.

## Досягнення
- Чемпіон Аргентини (1): 2012 (Клаусура)
- Володар Кубка Аргентини (1): 2012/13
- Володар Суперкубка Аргентини (1): 2012
- Переможець Південноамериканського кубка (1): 2007
- Володар Кубка банку Суруга (1): 2008

## Відомі гравці
| - Хорхе Бурручага (1979—1981) - Гільєрмо Бурдіссо (2011—2012) - Патрісіо Гонсалес (1999—2006) - Сільвіо Гонсалес (2002—2003, 2005—2006) - Ерман Деніс (2003—2005) - Сантьяго Ірсіг (2003—2006) - Оскар Алехандро Лімія (1999—2000), (2001—2005) - Хосе Луїс Кальдерон (2004—2005; 2007—2008) - Крістіан Кампестріні (2008—2014) | - Лусіано Легісамон (2008—2012) - Хуан Пабло Каффа (2005—2007) - Нестор Клаусен (1997—1998) - Пабло Моуче - Леонель Ріос (2005—2006) - Еміліо Селая (2012—2015) - Анібаль Мательян (2007—2010) - Віллі Кабальєро (2006) - Даніло Херло (2011—2013) |